# Jacob Gerritsz Cuyp

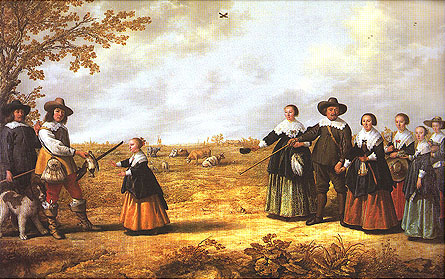
Retrato de una familia en un paisaje, 1641, de Jacob Gerritsz Cuyp y Aelbert Cuyp, óleo sobre lienzo, 155 x 245 cm.

Jacob Gerritszoon Cuyp (diciembre de 1594, Dordrecht-1652, Dordrecht) fue un pintor barroco holandés de retratos y paisajes, aunque también se le conocen cuadros de historia y estudios de animales. 
Su padre, Gerrit Gerritsz, fue un pintor sobre vidrio. Fue alumno de Abraham Bloemaert en Utrecht; ingresó en la guilda de Dordrecht en 1617, siendo el lugar en el que más trabajó. Era medio hermano de Benjamin Gerritsz Cuyp y fue el padre del mucho más famoso Aelbert Cuyp.
Destacó como retratista, con gran veracidad psicológica. Su paleta se limitó bastante a negros, blancos y grises. entre sus obras destacan:
- Dos niños (1638), Museo Wallraf-Richartz de Colonia.
- Pastoral, museo de Montauban.